# Религия во Французской Полинезии
Религия во Французской Полинезии — совокупность религиозных верований, присущих народам Французской Полинезии.
Подновляющее большинство жителей — христиане. Согласно проводившимся опросам 54 % населения Французской Полинезии исповедуют протестантизм, 30 % — католицизм, 10 % исповедуют другие религии и 6 % являются атеистами.

## Язычество

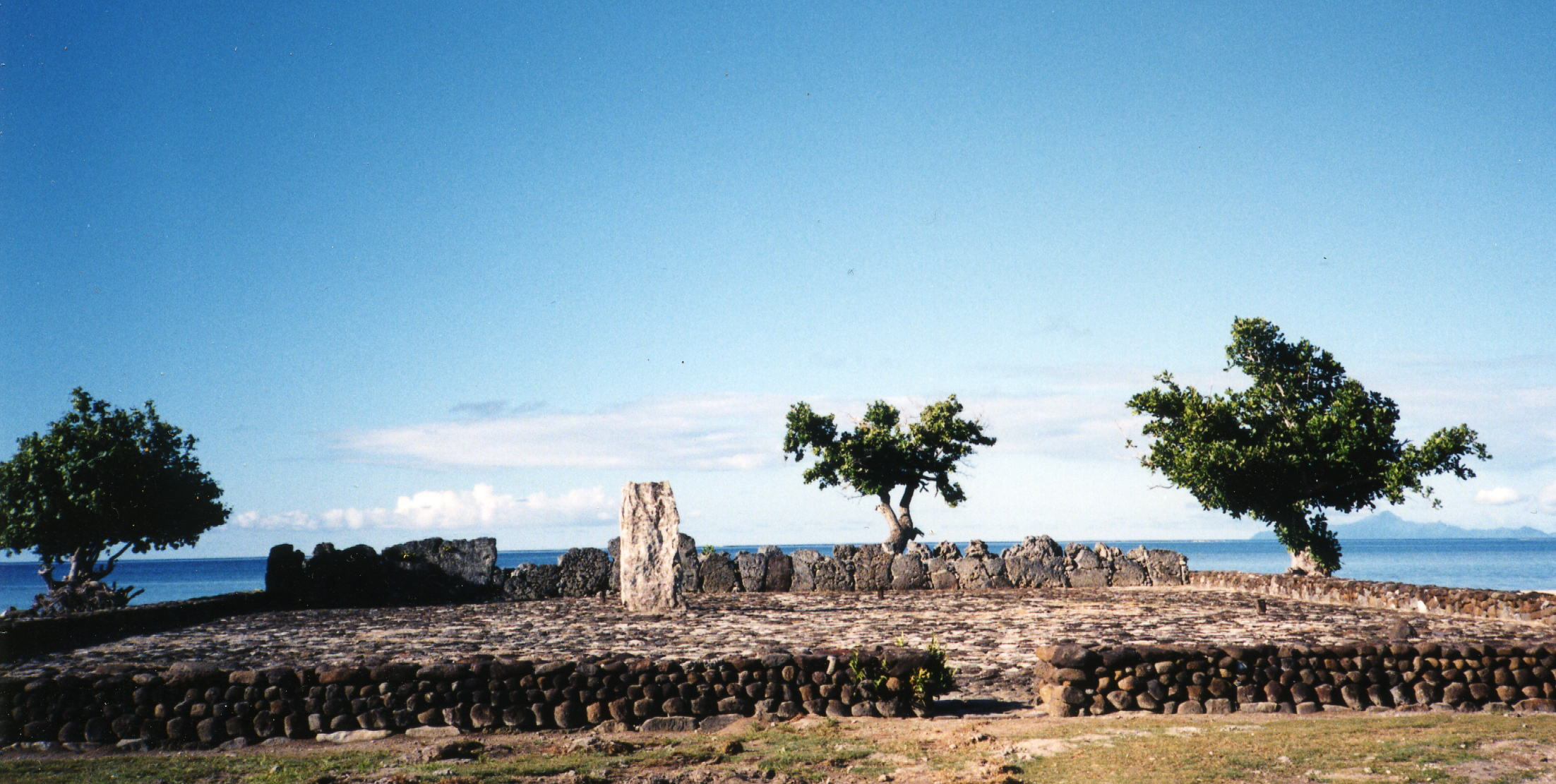
Мараэ в деревне Опоа на острове Раиатеа

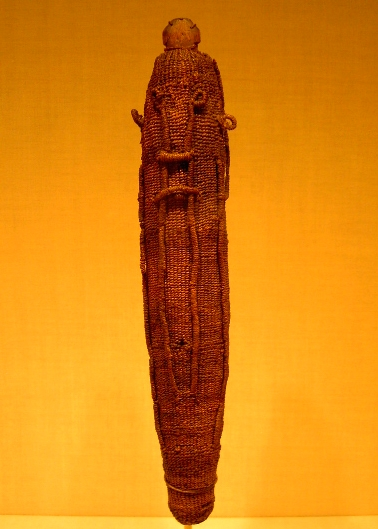
Идол (Тоо) бога Оро

До европейской колонизации религией племён обитавших на территории современной Французской Полинезии было язычество. Их верования характеризуется анимизмом и развитым культом предков. Интересна сложной системой мифологии, сходной в основном с главными мифами прочих полинезийских народов.
По легенде, богом-создателем был Та’ароа. Который создал вселенную, которая была разделена на семь миров, других богов, животных и человека.
Благодаря деятельностью тайного общества ариои в Полинезии распространялся возникший позднее культ бога войны Оро. В XIX веке на островах Полинезии появляются первые христианские миссии. Позднее миссионеры-христиане обратили большинство местных жителей в христианство.

## Христианство

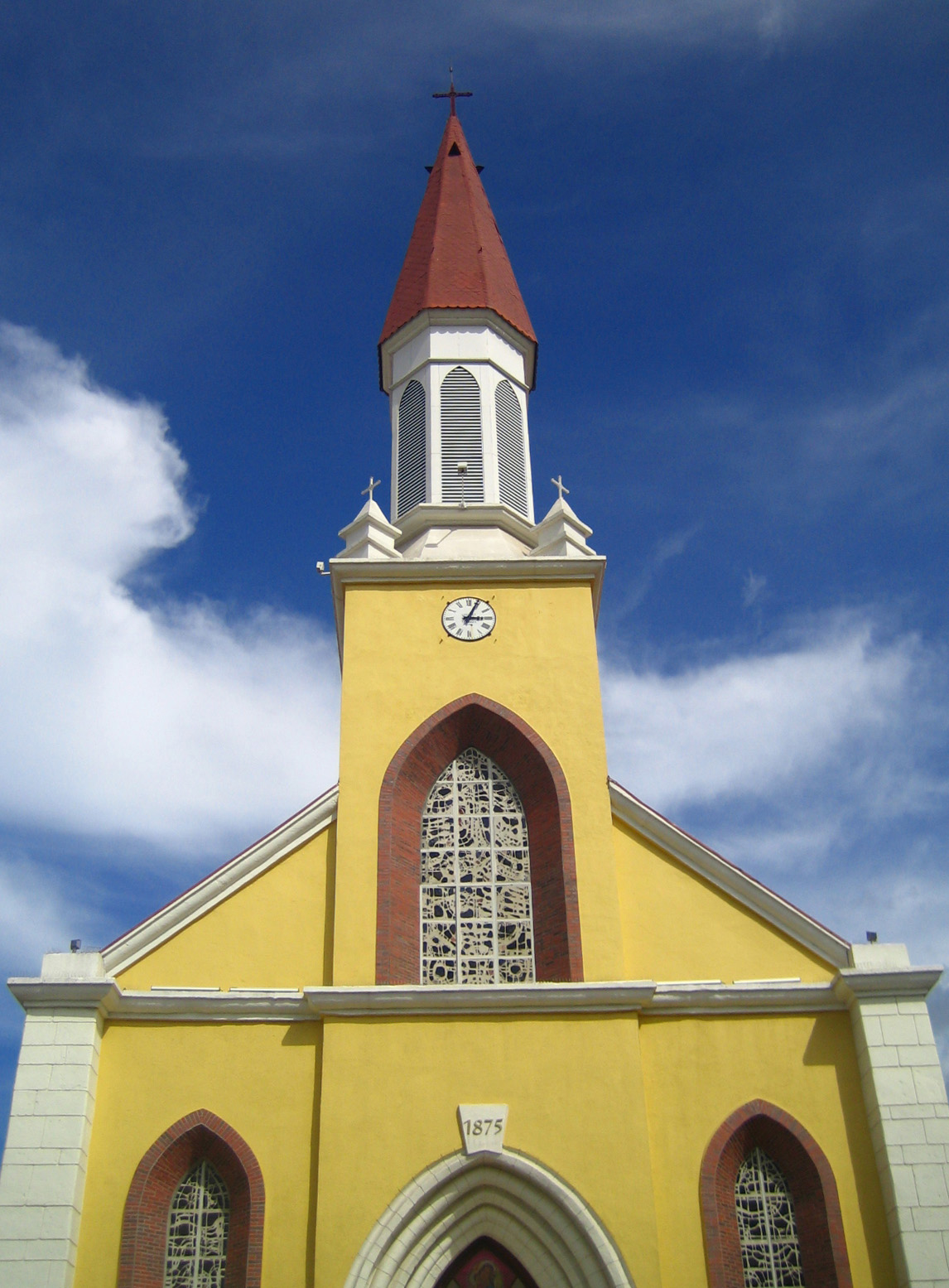
Католический храм в Папеэте

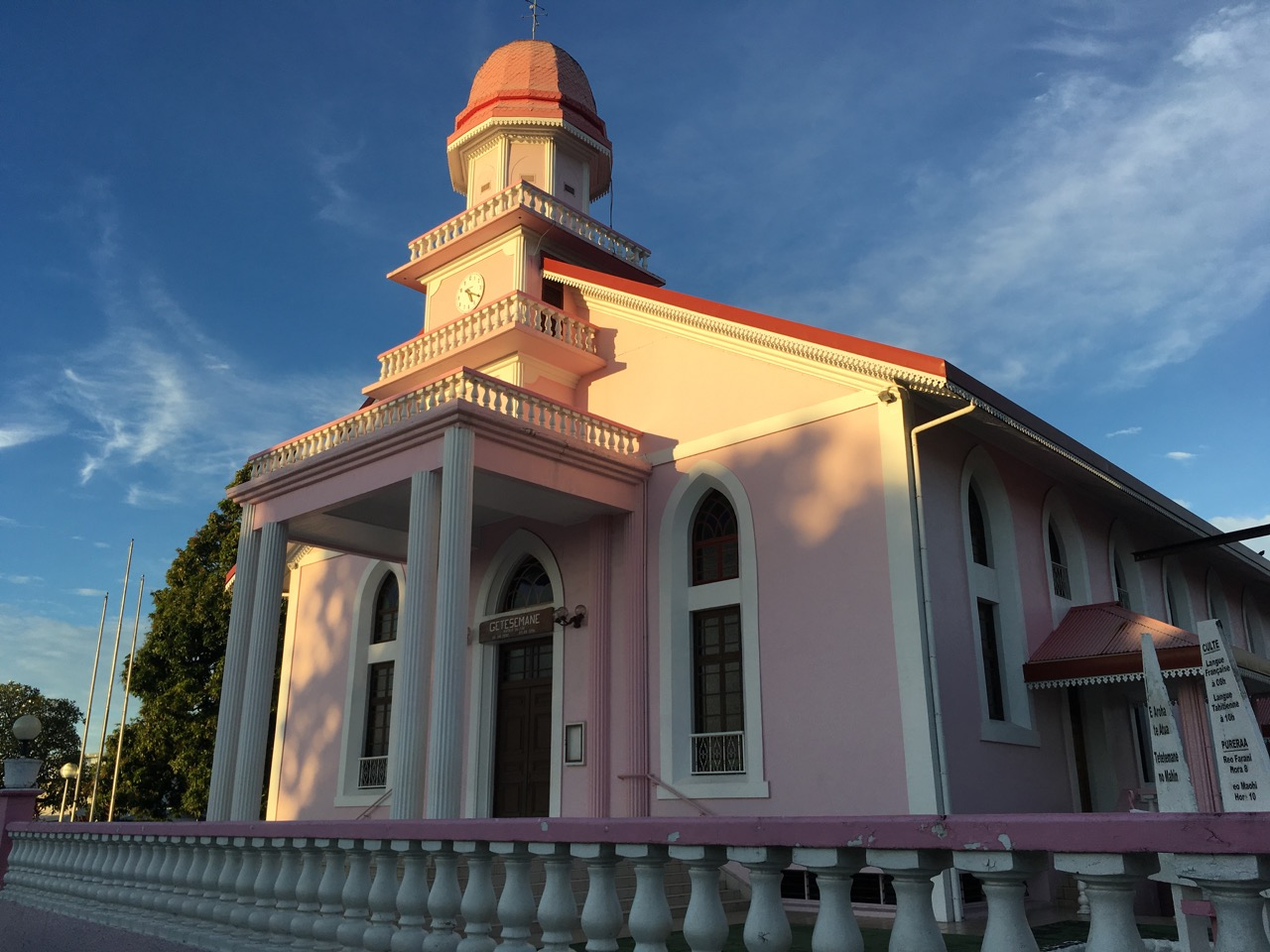
Протестантский храм в коммуне Махина

Первые христианские миссионеры прибыли на Таити в конце XVIII века. Хотя религиозная деятельность миссионеров в первые годы была малоуспешной (островитяне считали их виновными в большом количестве смертей от заболеваний, завезённых чужеземцами
Христианство начало распространяться Французскую Полинезии в начале XIX века. Уже в 1812 году король Таити Помаре II принял христианство, его примеру стали следовать остальные таитяне. Став христианином, Помаре запретил на острове поклонение языческим богам и приказал разрушить местные мараэ. Кроме того, он издал свод законов, запрещавший полигамию, человеческие жертвоприношения и детоубийство.
Около 1820 года миссионер Джон Уильямс (1796—1839) открыл христианскую миссию на Подветренных островах на архипелаге Общества. В 1839 году католические миссионеры достигли острова Нука-Хива. Однако обращение в христианство жителей этого острова проходило с большими трудностями, так как на Нуку-Хива постоянно шли войны. Поэтому лишь в 1854 году в Таиохаэ был заложен первый католический собор. На островах Гамбье миссионеры высаживались с 1834 по 1871 год. Однако лишь в начале XX века там были построены церкви.
Более 84 % граждан Французской Полинезии идентифицируют себя как христиане. Из них протестанты 54 %, католики 30 %, около 3000 Свидетелей Иеговы.
В государстве представлены следующие протестантские Церкви:
- Христианская церковь Французской Полинезии
- Независимая церковь Французской Полинезии
- Протестантская церковь Маои
- Новая Евангельская Реформированная церковь
- Протестантская Реформированная церковь

## Ислам
Ислам во Французской Полинезии религия меньшинства. В Французской Полинезии насчитывается около 500 мусульман, что составляет менее 0.1% от всего населения Французской Полинезии. На территории Французской Полинезии открыта одна мечеть в городе Папеэте.

## Другие религии

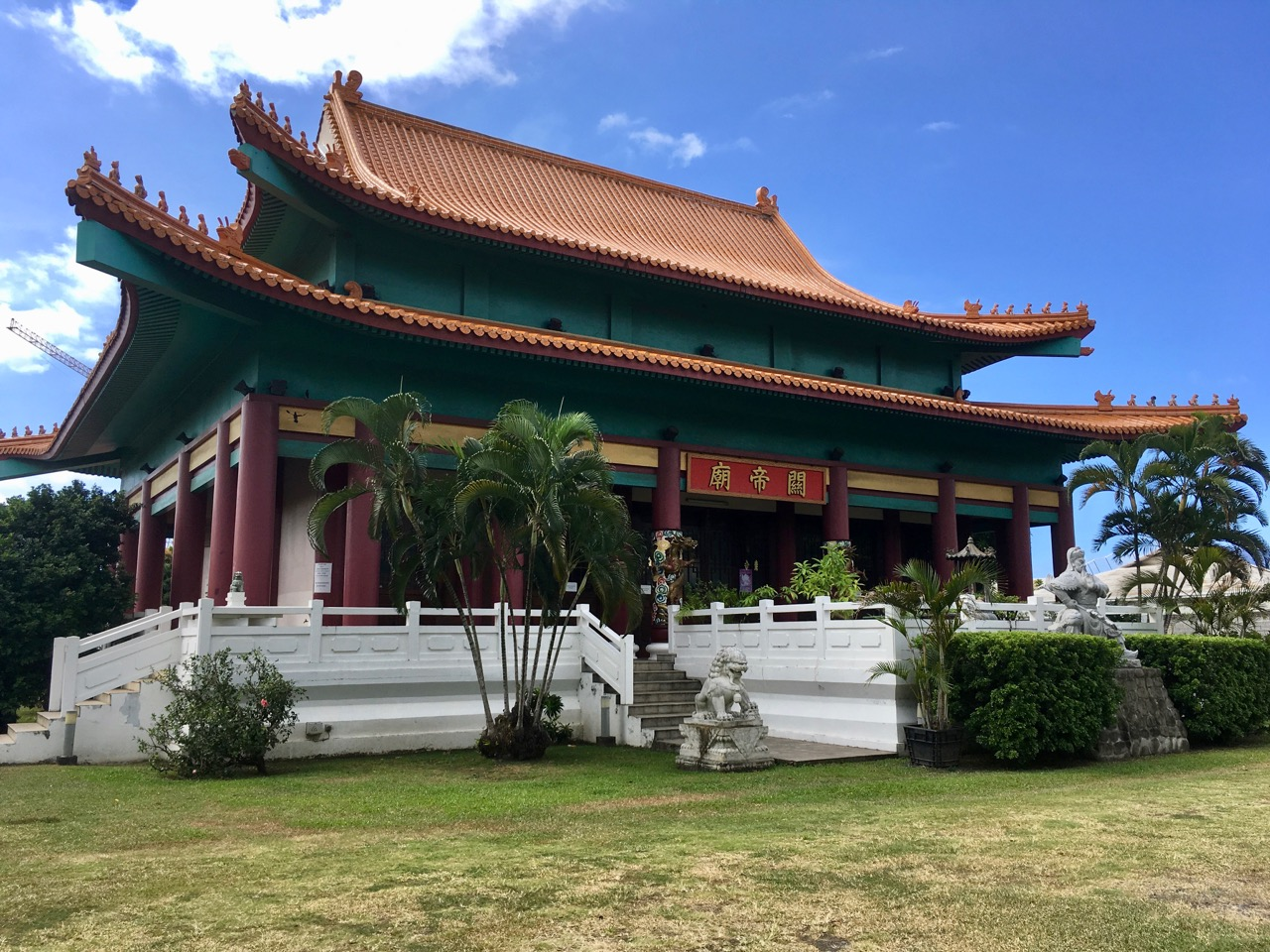
Храм Канти в Папеэте